# 120-мм міномет vz. 82
Міномет vz. 82 PRAM-L калібру 120 мм (чеськ. Minomet vz. 82 PRAM-L ráže 120 mm, PRAM-L від чеськ. praporní minomet — батальйонний міномет) — чеський гладкоствольний артилерійський міномет.

## Опис
Міномет vz. 82 PRAM-L калібру 120 мм призначений, перш за все, для придушення та знищення живої сили противника, а також може використовуватися для осліплення противника димовими мінами, для знищення різноманітних укриттів, окопів, вогневих позицій озброєння та техніки противника на відстані 250 — 8 000 м. Міномет пристосований для причіпного перевезення позаду транспортного засобу за допомогою додаткового легкого шасі, що дозволяє швидко зняти міномет із шасі та підготувати його до ведення вогню. Спочатку міномет буксирували вантажівки Praga V3S, а із 2017 року для транспортування мінометів використовуються вантажівки Tatra 815-7 8×8 FORCE. Зброя та боєзапас транспортуються у кузові, також можливе транспортування буксиром на спеціальному шасі. Стандартно розрахунок міномета складається з командира міномета, навідника і заряджальника. Армія Чеської Республіки має на озброєнні 85 мінометів vz.82.
Постріл міни регулюється — можна використовувати автоматичний постріл після посадки міни на бойок або ручний, витягнувши бойок і потягнувши за шнур спускового гачка. Основна дистанція стрільби встановлюється на міні — вибором кількості використовуваного заряду, прицілювання здійснюється шляхом коригування підвищення. Висота польоту міни може досягати 4000 м. Як і в інших артилерійських озброєннях, при правильній методиці розрахунку, третій постріл здійснюється по цілі (лише непрямий вогонь). У разі прямого влучення також може знищувати бронетехніку, в тому числі танки.
Для навчальних цілей замість заряду використовується практична міна без вибухівки. Заряд викидає практичну міну з міномета.

## Технічні характеристики
- Загальна вага: 240 кг
- Бойова маса: 178 кг
- Обслуговування: 3 особи
- Довжина ствола: 1 700 мм
- Підвищення: від +40° до +85°
- Мінімальна дальність стрільби: 250 м
- Максимальна дальність стрільби: 8 000 м
- Скорострільність: 10-12 постр./хв
- Вага міни: 16 кг

## Оператори
- Чехія — 85 одиниць на озброєнні Армії Чеської Республіки
- Україна — кількість невідома; були помічені 12 серпня 2022 року під час російського вторгнення в Україну[3]